# رباط الشقاع
رباط الشقاعهي قريه تقع في شبوة جنوب اليمن، وهي أحد القرى في وادي حبان، تتبع القرية ادارياً محافظة حبان، وتبعد عن مدينة حبان قرابة خمسة كيلو متر، يحدها من الشمال مدينة حبان ومن الجنبوب النقبة والشرق وادي حبان والغرب مدينة لوجاء ويعيش في الرباط مشائخ ال الشقاع .